# Flexamia decora
Flexamia decora är en insektsart som beskrevs av Beamer och Leonard D. Tuthill 1934. Flexamia decora ingår i släktet Flexamia och familjen dvärgstritar. Inga underarter finns listade i Catalogue of Life.